# Lentellais
Lentellais (llamada oficialmente San Simón de Lentellais) es una parroquia y un lugar español del municipio de El Bollo, en la provincia de Orense, Galicia.

## Geografía
La parroquia se encuentra situada en el oriente de la provincia en un enclave natural privilegiado, zona verde en donde predomina el pino y el carballo, así como el bosque bajo. Se encuentra a escasos kilómetros de las faldas de la Sierra de Queija, en donde se encuentra la Estación Invernal de Manzaneda, y del parque natural de O Invernadeiro.
Muy próximo está también el río Jares y el Valle de Valdeorras, así como un increíble conjunto histórico y monumental conocido como As Ermitas.
La parroquia es atravesada por la carretera OU-533, entre los kilómetros 39 y 41, que conecta los municipios de La Gudiña y Rúa.

## Organización territorial
La parroquia está formada por una entidad de población:
- Lentellais

## Demografía
Hasta 2007 formó parte de esta parroquia el lugar de Outardepregos, con la denominación de Outar de Pregos pasando a ser desde entonces administrado directamente por el municipio de El Bollo.

### Parroquia
| Gráfica de evolución demográfica de Lentellais (parroquia) entre 2000 y 2022 |
|                                                                              |
| Datos según el nomenclátor publicado por el INE.                             |

### Lugar
| Gráfica de evolución demográfica de Lentellais (lugar) entre 2000 y 2022 |
|                                                                          |
| Datos según el nomenclátor publicado por el INE.                         |